# Yuri Oliveira Lima
Yuri Oliveira Lima (São Paulo, Brasil, 5 de agosto de 1994), conocido solo como Yuri, es un futbolista brasileño. Juega de centrocampista.

## Trayectoria

### Audax
Yuri entró a las inferiores del Grêmio Osasco Audax en 2007, en ese entonces el club aun se llamaba PAEC. Tras un año a préstamo en el equipo sub-20 del Palmeiras, Yuri fue promovido al primer equipo del Audax en 2015.
Debutó el 9 de abril de 2015 en el Campeonato Paulista en la victoria por 2-1 ante el Bragantino. Esa misma semana fue enviado a préstamo al Audax Río de Janeiro.
De vuelta en su equipo, Yuri formó parte de la campaña 2016 del club, en la que el Audax logró jugar la final del Paulistão por primera vez en su historia.

### Santos
El 13 de mayo de 2016, Yuri fue enviado a préstamo al Santos. Debutó en la Serie A el 15 de junio de 2016 como sustituto de Caju en la victoria por 2-0 sobre el Sport Recife.
Logró protagonismo en el equipo del Santos en la temporada 2017 como defensa central, cubriendo a los lesionados Gustavo Henrique, Luiz Felipe y David Braz. El 27 de marzo el Santos ejerció su opción de compra por 800 000 R$ y fichó al jugador.
Debutó en la Copa Libertadores el 19 de abril de 2017 en el empate 0-0 de visita contra el Independiente Santa Fe. Renovó su contrato con el club el 14 de enero de 2018 hasta 2020.

### Fluminense
El 8 de mayo de 2019, bajo la dirección de Jorge Sampaoli, Yuri fue enviado a préstamo al Fluminense. El 30 de diciembre, ya como agente libre, fichó permanentemente por el Flu.

## Estadísticas
Actualizado al último partido disputado el 12 de julio de 2020.
| Club | Div.          | Temporada     | Liga  | Liga  | Estatal(1) | Estatal(1) | Copas nacionales(2) | Copas nacionales(2) | Copas internacionales(3) | Copas internacionales(3) | Otras(4) | Otras(4) | Total | Total |
| Club | Div.          | Temporada     | Part. | Goles | Part.      | Goles      | Part.               | Goles               | Part.                    | Goles                    | Part.    | Goles    | Part. | Goles |
| --- | ------------- | ------------- | ----- | ----- | ---------- | ---------- | ------------------- | ------------------- | ------------------------ | ------------------------ | -------- | -------- | ----- | ----- |
| Audax · Brasil | Est.          | 2013          | -     | -     | 0          | 0          | -                   | -                   | -                        | -                        | 1        | 0        | 1     | 0     |
| Audax · Brasil | Est.          | 2015          | -     | -     | 1          | 0          | -                   | -                   | -                        | -                        | 5        | 0        | 6     | 0     |
| Audax · Brasil | Est.          | 2016          | -     | -     | 13         | 0          | -                   | -                   | -                        | -                        | -        | -        | 13    | 0     |
| Audax · Brasil | Total club    | Total club    | 0     | 0     | 14         | 0          | 0                   | 0                   | 0                        | 0                        | 6        | 0        | 20    | 0     |
| Audax Río · Brasil | Est.          | 2015          | -     | -     | 5          | 0          | -                   | -                   | -                        | -                        | -        | -        | 5     | 0     |
| Audax Río · Brasil | Total club    | Total club    | 0     | 0     | 5          | 0          | 0                   | 0                   | 0                        | 0                        | 0        | 0        | 5     | 0     |
| Santos · Brasil | 1.ª           | 2016          | 22    | 1     | -          | -          | 1                   | 0                   | -                        | -                        | -        | -        | 23    | 1     |
| Santos · Brasil | 1.ª           | 2017          | 11    | 0     | 9          | 0          | 1                   | 0                   | 2                        | 0                        | -        | -        | 23    | 0     |
| Santos · Brasil | 1.ª           | 2018          | 6     | 0     | 0          | 0          | 2                   | 0                   | -                        | -                        | -        | -        | 8     | 0     |
| Santos · Brasil | 1.ª           | 2019          | 0     | 0     | 7          | 0          | 2                   | 0                   | 2                        | 0                        | -        | -        | 11    | 0     |
| Santos · Brasil | Total club    | Total club    | 39    | 0     | 16         | 0          | 6                   | 0                   | 4                        | 0                        | 0        | 0        | 65    | 1     |
| Fluminense · Brasil | 1.ª           | 2019          | 25    | 0     | -          | -          | -                   | -                   | 2                        | 0                        | -        | -        | 27    | 0     |
| Fluminense · Brasil | 1.ª           | 2020          | 0     | 0     | 7          | 0          | 1                   | 0                   | 1                        | 0                        | 0        | 0        | 9     | 0     |
| Fluminense · Brasil | Total club    | Total club    | 25    | 0     | 7          | 0          | 1                   | 0                   | 3                        | 0                        | 0        | 0        | 39    | 0     |
| Total carrera | Total carrera | Total carrera | 64    | 1     | 42         | 0          | 7                   | 0                   | 7                        | 0                        | 6        | 0        | 126   | 1     |
| (1) Incluye datos del Campeonato Paulista, el Campeonato Carioca Série B y el Campeonato Carioca (2) Incluye datos de la Copa Brasil (3) Incluye datos de la Copa Libertadores y la Copa Sudamericana (4) Incluye datos de la Copa Paulista |               |               |       |       |            |            |                     |                     |                          |                          |          |          |       |       |

## Vida personal
Yuri tiene un hermano gemelo, Yan, que también es futbolista profesional.